# Definições
Definições é um glossário com 182 definições sumárias a respeito de física, ética, epistemologia e linguística e que foi atribuído a Platão, mas que hoje é considerado apócrifo.